# Transversal de Valpaços
A Transversal de Valpaços foi um projecto abandonado para uma linha férrea de bitola métrica em Portugal, que ligaria as estações de Pedras Salgadas ou Vila Pouca de Aguiar, na Linha do Tâmega, a Mirandela, na Linha do Tua. Esta linha teria uma estação em Valpaços, onde entroncaria um outro caminho de ferro, a Linha de Vinhais, que terminaria na vila de Vinhais, cujo projecto também foi abandonado. Ambos os projectos faziam parte do Plano Geral da Rede Ferroviária, publicado pelo Decreto n.º 18:190, de 28 de Março de 1930.